# Copa Emirates de 2009
A Copa Emirates de 2009 foi um torneio de futebol amistoso de pré-temporada organizado pelo Arsenal em sua casa, o Emirates Stadium. Foi a terceira Copa Emirates, uma competição por convite inaugurada em 2007. Realizada no fim de semana de 1 a 2 de agosto de 2009, os participantes foram Arsenal, Atlético de Madrid, Rangers e Paris Saint-Germain.
A competição segue um sistema de pontuação de pontos muito parecido com o Torneio de Amsterdã, em que cada equipe joga duas partidas, com três pontos concedidos por vitória, um ponto por empate e nenhum por derrota. Um ponto adicional é concedido para cada gol marcado. O Arsenal não enfrentou o Paris Saint-Germain e o Rangers não jogou contra o Atlético de Madrid. No primeiro dia do torneio, o Rangers venceu o Paris Saint-Germain por um único gol, enquanto o Arsenal derrotou o Atlético por 2–1. No segundo dia, Paris Saint-Germain e Atlético de Madrid empataram e o Arsenal venceu de forma convincente por 3-0 contra o Rangers, recuperando o troféu da competição no processo. O meio-campista Jack Wilshere foi eleito o homem do jogo em ambas as partidas do Arsenal, enquanto Andrey Arshavin recebeu o prêmio de Jogador do Torneio da Emirates.

## Antecedentes
A Copa Emirates foi inaugurada em julho de 2007, depois que o Arsenal finalizou os planos de sediar uma competição de pré-temporada em sua casa. A competição tem o nome do principal patrocinador do Arsenal, a Emirates; a associação da companhia aérea com o clube de futebol começou em 2004. O Arsenal venceu o primeiro torneio, que contou com a presença de mais de 110 000 pessoas nos dois dias. A edição de 2009 foi televisionada ao vivo no Reino Unido pela Sky Sports.

## Classificação
Cada time disputou dois jogos, com três pontos concedidos para a vitória, um para o empate, nenhum para a derrota, e um ponto extra para cada gol marcado. Pela primeira vez na competição, o total de chutes a gol em dois dias é usado como critério de desempate, se as equipes estiverem empatadas em pontos, saldo de gols e gols marcados.
| Pos. | Equipe              | Pts | J | V | E | D | GP | GC | SG |
| ---- | ------------------- | --- | - | - | - | - | -- | -- | -- |
| 1    | Arsenal             | 11  | 2 | 2 | 0 | 0 | 5  | 1  | 4  |
| 2    | Rangers             | 4   | 2 | 1 | 0 | 1 | 1  | 3  | -2 |
| 3    | Atlético de Madrid  | 3   | 2 | 0 | 1 | 1 | 2  | 3  | -1 |
| 4    | Paris Saint-Germain | 2   | 2 | 0 | 1 | 1 | 1  | 2  | -1 |

## Partidas
Todas as partidas seguem o fuso horário do verão inglês (UTC+1).
1º Dia
| 1 de agosto | Rangers       | 1 - 0 | Paris Saint-Germain | Emirates Stadium, Londres               |
| 14:00       | Bougherra 76' |       |                     | Público: 54 224 Árbitro: IRE Alan Kelly |

| 1 de agosto | Arsenal          | 2 - 1 | Atlético de Madrid | Emirates Stadium, Londres                     |
| 16:15       | Arshavin 86' 90' |       | Pacheco 88'        | Público: 54 224 Árbitro: ING Mark Clattenburg |

2º Dia
| 2 de agosto | Paris Saint-Germain | 1 - 1 | Atlético de Madrid | Emirates Stadium, Londres               |
| 14:00       | Giuly 71'           |       | Agüero 41' (P)     | Público: 56 758 Árbitro: ING Alan Wiley |

| 2 de agosto | Arsenal                       | 3 - 0 | Rangers | Emirates Stadium, Londres              |
| 16:15       | Wilshere 2' 72' · Eduardo 11' |       |         | Público: 56 758 Árbitro: ING Mike Dean |

## Artilheiros

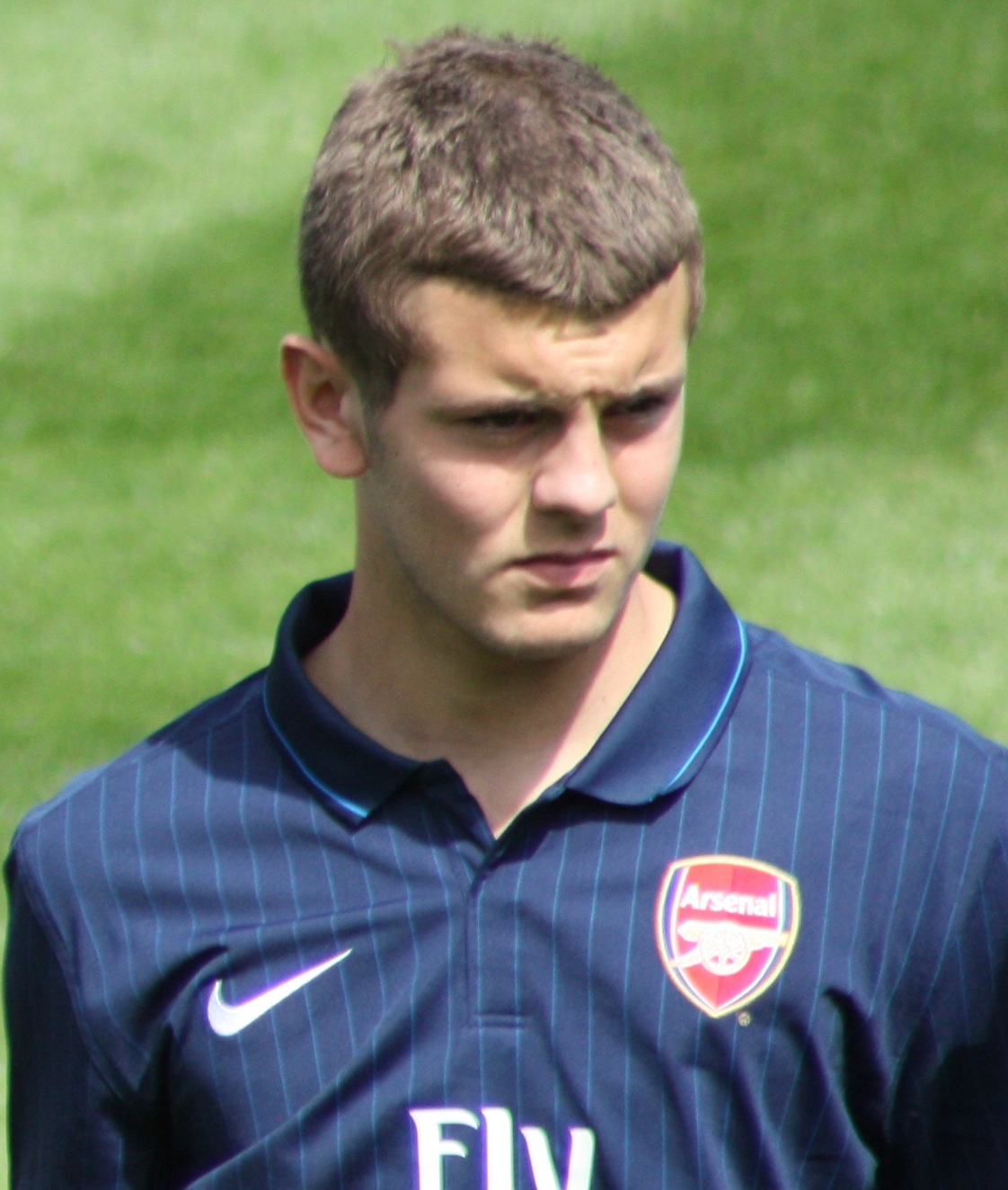
Jack Wilshere marcou dois gols no torneio

| Pos. | Nome             | Equipe              | Gols |
| ---- | ---------------- | ------------------- | ---- |
| 1    | Andrey Arshavin  | Arsenal             | 2    |
| 1    | Jack Wilshere    | Arsenal             | 2    |
| 3    | Madjid Bougherra | Rangers             | 1    |
| 3    | Germán Pacheco   | Atlético de Madrid  | 1    |
| 3    | Sergio Agüero    | Atlético de Madrid  | 1    |
| 3    | Ludovic Giuly    | Paris Saint-Germain | 1    |
| 3    | Eduardo da Silva | Arsenal             | 1    |